# Abwägung
Eine Abwägung stellt in der Rechtswissenschaft die Ergebnisse von zwei oder mehreren zu entscheidenden Fragestellungen in ein Verhältnis, das die sich aus den Fragestellungen ergebende Entscheidung als möglichst gerecht darstellt. Auch außerhalb der Rechtswissenschaft stellt eine Abwägung die Vorbereitung einer Entscheidung dar, bei der die absehbaren Folgen einer Entscheidung ermittelt und zu den Zielen, zu denen die Entscheidung führen soll, ins Verhältnis gesetzt werden. Zwischen vielen Faktoren gibt es Trade-offs; siehe auch Kosten-Nutzen-Abwägung, Kompromiss und Zielkonflikt.

## Phasen
Die Abwägung durchläuft drei Phasen:
1. Zusammenstellung des Abwägungsmaterials
2. Bewertung der Einzelbelange
3. Vorgang des untereinander und gegeneinander Abwägens der Belange

Eine gerechte Abwägung ist nur dann möglich, wenn alle nach Lage der Dinge für die Abwägungsentscheidung wesentlichen Aspekte in die Abwägung einbezogen worden sind. Hierbei sind die zugrunde gelegten Ziele und die daraus resultierenden Entscheidungsgründe nachvollziehbar darzulegen.
Eine Entscheidung gilt dann als sachgerecht, wenn sie erkennbar an den Planungszielen orientiert ist und hinreichend gewichtige Gründe das Zurücktreten des einen Belangs hinter den anderen rechtfertigen lassen. Öffentlichen Belangen kommt dabei nicht automatisch ein Vorrang gegenüber entgegenstehenden privaten Belangen zu.
Die Abwägung muss unter Berücksichtigung des verfassungsrechtlichen Gebots der Gleichberechtigung auf einen Interessenausgleich zielen. Hauptproblem ist dabei, dass eine solche Abwägung mangels gleicher Maßstäbe nicht umhinkommt, „Äpfel mit Birnen“ zu vergleichen.
Auch kann nur schwer ein Zustand der absoluten Objektivität über den Abwägungsgegenstand herbeigeführt werden.
Ein bedeutender Anwendungsbereich der Abwägung ist die Bauleitplanung. Hier sind z. B. städtebauliche Aspekte gegen solche des Naturschutzes abzuwägen.